# 卡尔文·科菲
卡尔文·科菲（英語：Calvin Coffey，1951年1月27日—），美国男子赛艇运动员。他曾代表美国参加1976年夏季奥林匹克运动会赛艇比赛，搭档迈克·斯坦斯获得男子双人单桨无舵手银牌。